# 劇場版 鬼滅の刃 無限列車編
『劇場版「鬼滅の刃」無限列車編』（げきじょうばん きめつのやいば むげんれっしゃへん）は、吾峠呼世晴による漫画『鬼滅の刃』を原作としたufotable制作の日本の長編アニメーション映画。2020年10月16日に東宝・アニプレックスの配給で日本で公開された。PG12指定。
2019年4月から9月に放送されたテレビアニメ版の『竈門炭治郎 立志編』の続編として、原作コミックスの第7巻および第8巻に収録されている無限列車での戦いを描く。
日本国内での通常上映のみの興行収入は404.3億円、リバイバル上映を含めると407.5億円を記録し、『千と千尋の神隠し』の316.8億円を抜いて、日本歴代興行収入第1位を記録した。また全世界の興行収入は5億700万ドルを記録し、2020年の年間興行収入世界第1位を記録した。キャッチコピーは、「その刃で、悪夢を断ち切れ」。

## あらすじ
鬼殺隊員の竈門炭治郎・我妻善逸・嘴平伊之助は、多数の乗客や剣士が行方不明になっている無限列車に乗り込み、炎柱・煉獄杏寿郎と合流する。煉獄は車内に現れた鬼を次々に斬り捨て、炭治郎たちを驚かされる。しかし4人は下弦の壱・魘夢の血鬼術で眠らせられ夢の中に閉じ込められる。
4人はそれぞれ幸せな夢を見る。炭治郎は亡き家族と再会、善逸は禰󠄀豆子と楽しく遊び、伊之助は動物の姿になった炭治郎たちと洞窟を探検し、煉獄は父・槇寿郎と対話する。しかし、魘夢の目的は人間の子供たちを鬼殺隊員の夢の中に侵入させ、精神の核を破壊させることにあった。炭治郎以外の3人は無意識の内に防御反応を起こし、精神の核を守る。一方で炭治郎は防御反応こそ起こさなかったものの、その心の温かさを侵入してきた少年に見せつけ、改心させる。
炭治郎は妹の禰󠄀豆子の助力で血鬼術を破り目を覚ます。汽車の屋根で魘夢と対峙して頸を斬るが、魘夢は列車と一体化しており、肉塊となって列車を包んでいた。彼の本当の狙いは、夢で剣士たちの気をそらしている内に、列車と融合して乗客を喰らうことだったのだ。だが直後に目を覚ました伊之助・煉獄や目を覚まさずに眠ったままの善逸が加勢する。炭治郎と伊之助は機関車の床下から魘夢の頸の骨を発見し、死闘の末にヒノカミ神楽『碧羅の天（へきらのてん）』で頸を斬る。頸を斬られた魘夢は、目的を達成できなかったことや、自身の上弦への昇格の野望を潰されたことを嘆き、塵となって消滅する。
横転した列車から脱出した炭治郎たちの前に、今度は上弦の参・猗窩座が出現。猗窩座は煉獄の強さを認め、「お前も鬼にならないか？」と誘う。拒絶した煉獄は猗窩座と一対一の死闘を繰り広げるが、鬼の再生能力の前に徐々に追い詰められ、左目と内臓を潰された上に肋骨を折られ、さらにみぞおちに猗窩座の拳を貫通させられるという致命傷を負う。それでも奥義を使って執念で戦い抜き、追い詰められた猗窩座は朝日を避けるため、自ら腕をもぎ取って森の中に逃げ込む。炭治郎は日輪刀を投げつけ、「逃げるな卑怯者！」「お前なんかより煉獄さんの方がずっと凄いんだ！強いんだ！」と泣き叫ぶ。死期を悟った煉獄は炭治郎たちを呼び寄せ、父・槇寿郎と弟・千寿郎への遺言や、鬼を連れた炭治郎を鬼殺隊として認めること、励ましの言葉を残して息絶える。壮絶な最期に炭治郎・善逸・伊之助の3人は号泣する。
煉獄の死は鎹鴉によって直ちに他の柱たちや産屋敷耀哉に伝えられ、耀哉は「寂しくはないよ。私ももう長くは生きられない。近いうちに杏寿郎やみんなのいる、黄泉の国へ行くだろうから」とつぶやくのだった。

## 声の出演
| キャラクター | 声の出演                                                                         |
| ------------ | -------------------------------------------------------------------------------- |
| 竈門炭治郎   | 花江夏樹                                                                         |
| 竈門禰豆子   | 鬼頭明里                                                                         |
| 我妻善逸     | 下野紘                                                                           |
| 嘴平伊之助   | 松岡禎丞                                                                         |
| 煉獄杏寿郎   | 日野聡                                                                           |
| 煉獄杏寿郎   | 伊瀬茉莉也（幼少期）                                                             |
| 魘夢         | 平川大輔                                                                         |
| 猗窩座       | 石田彰                                                                           |
| 煉󠄁獄瑠火     | 豊口めぐみ                                                                       |
| 煉󠄁獄槇寿郎   | 小山力也                                                                         |
| 煉󠄁獄千寿郎   | 榎木淳弥                                                                         |
| 竈門炭十郎   | 三木眞一郎                                                                       |
| 竈門葵枝     | 桑島法子                                                                         |
| 竈門竹雄     | 大地葉                                                                           |
| 竈門花子     | 小原好美                                                                         |
| 竈門茂       | 本渡楓                                                                           |
| 竈門六太     | 古賀葵                                                                           |
| 胡蝶しのぶ   | 早見沙織                                                                         |
| 悲鳴嶼行冥   | 杉田智和                                                                         |
| 宇髄天元     | 小西克幸                                                                         |
| 不死川実弥   | 関智一                                                                           |
| 伊黒小芭内   | 鈴村健一                                                                         |
| 冨岡義勇     | 櫻井孝宏                                                                         |
| 産屋敷耀哉   | 森川智之                                                                         |
| 産屋敷あまね | 佐藤利奈                                                                         |
|              | 笠間淳 千本木彩花 江口拓也 山村響 広瀬裕也 高橋伸也 秋保佐永子 仲村宗悟 中恵光城 |

## スタッフ
|                                  | スタッフ |
| -------------------------------- | --- |
| 原作                             | 吾峠呼世晴「鬼滅の刃」（集英社ジャンプ・コミックス刊） |
| 監督                             | 外崎春雄 |
| 絵コンテ                         | 三浦貴博、外崎春雄 |
| 演出                             | 白井俊行、竹内將、細川ヒデキ、外崎春雄 |
| キャラクターデザイン・総作画監督 | 松島晃 |
| サブキャラクターデザイン         | 佐藤美幸、梶山庸子、菊池美花 |
| プロップデザイン                 | 小山将治 |
| 作画監督                         | 松島晃、田中敦士、永森雅人、南野純一、佐藤哲人、秋山幸児、藤原将吾 塩島由佳、石後夏奈、緒方美枝子、岡部茜、岡部葵、都築萌、橋本淳稔 小笠原篤、須藤友徳、内村瞳子、佐藤美幸、高橋聰、外崎春雄、菊池美花 |
| 色彩設計                         | 大前祐子 |
| コンセプトアート・美術監督       | 衛藤功二、矢中勝、樺澤侑里 |
| 撮影監督                         | 寺尾優一 |
| 3D監督                           | 西脇一樹 |
| 編集                             | 神野学 |
| 音楽                             | 梶浦由記、椎名豪 |
| 音楽制作                         | アニプレックス |
| プロデューサー                   | 三宅将典、高橋祐馬、藤尾明史 |
| 制作プロデューサー               | 近藤光 |
| 脚本制作・アニメーション制作     | ufotable |
| 配給                             | 東宝、アニプレックス |
| 製作                             | アニプレックス、集英社、ufotable |

### 主題歌
「炎」（SACRA MUSIC）
作詞 - 梶浦由記、LiSA / 作曲・編曲 - 梶浦由記 / 歌 - LiSA

## 製作

### 企画
『竈門炭治郎 立志編』の企画発起人でプロデューサーであるアニプレックスの高橋祐馬は第1期の制作が続く中、ufotableの制作陣と「機会があれば続きも作りたい」という話をしていた。そんなとき、放送が開始されたテレビアニメが好評だったこともあり続編の企画が正式に立ち上がることになる。続編が劇場という形態になった理由としては、テレビアニメの続きにあたる『無限列車編』はテレビアニメとして1クールで放送するには分量が足りず、映像化した際の放映時間や内容のドラマ性の面も考慮すると映画という形態にする方が最適という判断がなされ企画が始動した。劇場版企画はアニメ放送中盤までには主要キャスト陣にも知らされた。

### 制作体制
監督はufotable所属の外崎春雄、キャラクターデザイン・総作画監督は同社所属の松島晃、アニメーション制作はufotableが務めるなど、スタッフ・キャストはテレビアニメより続投となり体制に変更はない。一方で配給に関しては新たに東宝がアニプレックスと共同で参加している。出資・プロデュースに関してはテレビアニメと同じくアニプレックス、集英社、ufotableの3社のみの座組となる。
主要スタッフや各セクションのスタッフなどは基本的にテレビアニメ版からの続投となるが、参加スタッフとして『Fate/stay night ［Heaven's Feel］』シリーズの監督・キャラクターデザイン・総作画監督を担当したufotable所属の須藤友徳、アクション演出を担当した同社所属の三浦貴博が同作の完結に伴い新たに参加しており、三浦は無限列車パートの絵コンテ、須藤は作画監督の一人として参加している。
本作でも主要スタッフをはじめ、脚本・絵コンテ・演出・作画監督・色彩・背景美術・撮影処理・3DCGなど、多くの工程がufotable所属スタッフにより内製されている。また、本作でもufotableが制作した過去作品の経験が生かされており、煉獄の日本屋敷は『活撃 刀剣乱舞』の経験をもとにufotable美術部により美術ボードが作成され、煉獄が食べている牛鍋弁当は『衛宮さんちの今日のごはん』の経験をもとにデザインや作画が描かれている。

### キャラクターデザイン・各種デザイン
キャラクターデザイン・総作画監督は松島、サブキャラクターデザインはufotable所属の佐藤美幸、梶山庸子、菊池美花がテレビアニメに引き続き担当。
猗窩座のキャラクターデザインは『竈門炭治郎 立志編』の制作が決まった段階のキャラクター設定制作の際に、作品研究も兼ねて松島が他のキャラクターと一緒に既に作成していた。そのため、本作で鬼のキャラクターデザインを担当している佐藤は猗窩座については作成せず、松島のデザインがそのまま使用された。他にも、青年期の煉獄杏寿郎のデザインも第1期の時点で既に松島によりデザインが制作されており、煉獄の家族については男性陣の眉毛、髪形、瞳の印象を統一している。また、煉獄の表情に関してはシリアスなシーンで目を細める際に煉獄らしさを損なわないように松島が調整している。
佐藤は魘夢のキャラクターデザインを担当しているが、デザイン自体は第1期の時点で既に作成していたため、劇場版では魘夢の手の設定を追加で制作している。モブキャラクターの多くは菊池が担当。当初は同じく菊池が担当した『竈門炭治郎 立志編』第7話に登場する浅草の人々の設定を活用する案もあったが、街中とは違う年齢層や服装のバリエーションが求められた結果、多くの人数を新たに制作している。菊池は本作のモブキャラクターの作画監督も担当した。梶山は煉獄が食べる牛鍋弁当のデザインを制作。設定は、『鬼滅の刃公式ファンブック 鬼殺隊見聞録』に書かれていた「牛鍋弁当」を参考にしながら、煉獄が「うまい!」と言ってくれるようなデザインを心掛けて制作しており、実際に完成した設定画を元にufotable飲食部門のスタッフが調理した牛鍋弁当をスタッフ内で試食している。
無限列車の外観は当時の機関車の資料などを参考にしている。機関室の美術設定はテレビアニメから引き続きプロップデザインや日輪刀設定を担当するufotable所属の小山将治が担当。機関室の広さに関してはアクションができる広さにするために、実在する機関車の機関室よりも広いスペースのCGモデルが制作された。

### 演出・作画・3DCG
制作は早期の段階から進められており、『竈門炭治郎 立志編』が放送終了した2019年10月時点で無限列車パートの三浦と猗窩座戦パートの外崎の絵コンテ作業はほぼ終了していた。そのため、『竈門炭治郎 立志編』制作終了と同じくして作画作業はすぐに開始された。当初の予定では早い時期に制作は完了する予定であったが、完成したカットの修正など、出来上がった後も細かい部分のクオリティアップに時間を費やした結果、同社の他作品の制作と並行しながら最終的に公開直前までの約1年間作業は行われていた。また、監督の外崎は松島が原画に修正を入れやすいようにするため、自ら作画監督も担当した。
映像制作の手法に関してもテレビアニメ版と変更は無いが、スクリーンで綺麗な線を映すために重要なカットについては早期の段階で原画作業が進められている。テレビアニメ制作初期の課題であった着物の模様を全て手描きで描く工程については、ufotable作画監督陣が構築した描き方のマニュアルが既に完成していることや、ufotableのアニメーター陣がTVアニメ終了とともに、そのまま劇場版の制作に移行したこともあり、劇場版では少ない負担で模様の作画作業を進めることができた。
無限列車での戦いは絵コンテをufotable所属のアクション演出家で『Fate/stay night ［Unlimited Blade Works］』監督の三浦貴博が描き、該当シーンの演出を同じくufotabe所属の演出家で『活撃 刀剣乱舞』監督やテレビアニメ第19話「ヒノカミ」の絵コンテ・演出・レイアウトを担当した白井俊行、同社所属で『月姫 -A piece of blue glass moon-』OP監督の竹内將が担当した。白井は無限列車内のアクションパート全般の演出を担当し、竹内は『夢』のシーンの演出を担当している。
煉獄の『炎の呼吸』の表現はテレビアニメ制作時からスタッフ陣の中で表現法について話し合われており、最終的に『鳥羽・伏見の戦い』の錦絵をモデルとして表現法が考えられた。また、外崎の提案で「ヒノカミ神楽」と違い、絵画的なシルエットを強調する方針がとられた。作画面では『水の呼吸』と同じく手描きのエフェクトは使いまわすことができない。そのため、煉獄のアクションの方向性も含め『炎の呼吸』の作画での表現については、本作の冒頭のアクション『壱ノ型 不知火』を元に決めている。原画を担当したのはufotable所属のアニメーター・中村誠。この表現を基盤に他の型が描かれた。なお、表現方法はufotableのアクションアニメーター陣に一任している。
本作では、これまでのufotable作品と同様に各所の工程に3Dレイアウトやプリビズ（3Dで作成したデモ映像）が多用されている。3DCGでは過去のufotable作品の中でも作業量の多い作品となり、3D監督の西脇一樹を中心にufotableデジタル映像部が無限列車関連や血鬼術などのCG制作を担当した。無限列車の外観モデルは『竈門炭治郎 立志編』にて本作の制作を想定して作成された3Dモデルがそのまま使用されている。無限列車の外観モデリングは『竈門炭治郎 立志編』で無限城の背景CGを制作したデジタル映像部の岩田宗一郎が担当。列車が走るシーンの外の森の風景に関しても大半がCGで制作されており、CGソフトウェアにはクオリティのほかにレンダリング時間の大幅な削減など作業効率を重視して、Unreal Engineが多用されている。岩田はこれまでUnreal Engineをufotable内で試していたスタッフでもあり、今回のソフトウェア起用にもつながっている。3DCGで制作された列車の走行シーンにおける森の風景は、列車の速度や風景の奥行きを再現するために多用され、劇中で数百カット起用されている。そのため、大量のCGカットを制作するための新たなシステムを一から構築している。
列車は客車が8両編成、各車両に乗客が大勢乗車しており炭治郎たちは列車内を何度も移動するため、作画作業の際に描き分けのミスが起きないように、演出の白井が中心となり各キャラクターの座席表やカットごとに登場人物が何車両目に居るのかを整理したエクセル表が作成された。これらの作業について白井は「作業の間違いがあればすぐに修正でき、質問にも答えられる社内スタッフ中心の制作体制の良さが出ている」と話している。列車内のアクション演出については、実際に空間をそのまま使用すると刀を振ればすぐに壁や座席に当たってしまうほど狭いため、内装のCGモデルを2パターン作成し、アクション用の拡張版内装モデルは通常のモデルよりも通路が広く設計されていた。拡張版内装モデルについては演出と3D監督の西脇で場面によって変わる内装の広さの違いに違和感を持たれないよう細かく調整をしている。戦闘に必要な車両の広さや肉塊がどのようについているかのイメージボードは白井が手掛けている。
夢のシーンはリアル寄りに描かれる炭治郎と煉獄の夢、コミカルに描かれる善逸と伊之助の夢でデザインの方向性を変えており、これらのシーンはufotable所属の若手アニメーターである石後夏奈、仲敷公美子、足立原美保子、出口亜紀、中澤健らがメインで担当している。
列車の屋根における炭治郎と魘夢の最初の戦いについては、作画監督をufotable所属の秋山幸児、原画を同じくufotable所属の木村豪と大曲健克が主に担当。また、機関室の屋根を破壊する伊之助や肉塊に全身を掴まれた伊之助を炭治郎が助けるアクションまでの原画は同じくufotable所属の山岡峻が担当した。
無限列車と融合した魘夢の肉塊に関しては作画・美術とCGによるハイブリッドな描写となっている。描写としては動かない肉塊は美術、動く肉塊はCGをベースに、刀に切られたり人物に触れたりする肉塊を作画で描いている。これらをひとつの画面で違和感なく共存させるために撮影監督の寺尾優一を中心にufotableデジタル映像部の撮影班が作画で描かれた肉塊とCGで描かれた肉塊を美術で描かれた肉塊と同じ見た目にして馴染むように質感を撮影処理で調整している。肉塊のCGはデジタル映像部の鉄炮塚大樹が中心となり作成。元作画部スタッフでもある鉄炮塚が作画を意識した肉塊の描写を制作している。中でも禰󠄀豆子の格闘シーンの肉塊は鉄炮塚自身が担当。以降のパートはufotableデジタル映像部の佐藤号宙と石田拓夢が担当しており、佐藤は炭治郎と伊之助の機関室での戦い全般の背景・肉塊のCG制作や同シーンにおける炭治郎と伊之助のアクションの3Dレイアウト、プリビズも全て担当。佐藤のレイアウトを元に魘夢戦の決着となる機関室の戦いの原画が描かれた。また、機関室の戦いで現れる肉塊の目は肉塊と目をいくつも自動的に生成するシステムを新たに作成。瞳のレタッチは演出の白井が担当している。
煉獄と猗窩座の戦闘以降は監督の外崎自身が絵コンテ・演出を担当。該当シーンのアクションについては絵コンテを描いている時点で各カットを担当するアクションアニメーターを決め、彼らの画風を想定して絵コンテを作成している。これらのシーンはufotable所属の國弘昌之、木村豪、阿部望が担当した。國弘は『竈門炭治郎 立志編』にて第3話の錆󠄀兎との戦闘シーン、第14話の炭治郎と伊之助の戦闘シーン、第19話の水の呼吸『拾ノ型 生生流転』や累との戦いにおける『ヒノカミ神楽』の戦闘シーンなどを担当した経験があり、本作では煉獄と猗窩座の戦闘シーン全般のアクション原画を担当している。木村は『竈門炭治郎 立志編』にて第26話の下弦の鬼の解体シーンにおけるアクションや多数のアクションカットを担当しており、本作では炎の呼吸『伍ノ型 炎虎』や破壊殺『乱式』等のアクションを担当。阿部は『竈門炭治郎 立志編』では『雷の呼吸 壱ノ型 霹靂一閃』のシーン全般や第19話の『爆血』以降のシーンを担当しており、本作では炎の呼吸『玖ノ型 煉󠄁獄』を担当した。これらのアクションについては各アニメーターに表現方法は一任されており、総作画監督の松島も顔の表情や着物の模様以外の修正をほぼ入れず、各アニメーターのレイアウトや作風に任せている。
煉獄と猗窩座の戦闘の決着以降の原画はサブキャラキターデザインを担当する佐藤美幸、梶山庸子、菊池美花やufotable演出家の滝口禎一が担当。なかでも佐藤に関しては松島の直接の弟子でもあるため、レイアウトの段階から松島と共同でレイアウト・原画を描いている。佐藤は煉獄の母との思い出の回想明けから猗窩座の頚に刀を押し込むまでのカットを担当。猗窩座が森に逃亡してから炭治郎が叫ぶカットまでは滝口が担当。以降の炭治郎の嗚咽や表情は声優の花江の演技に合わせて梶山と菊池が原画を描いている。終盤の作画の一部は松島がレイアウト・ラフ原画を総作画監督修正という形で直接原画にしている。これらのシーンの作画では、涙の描き方について原作を意識して描いており、玉のような丸い涙になるように意識的に大きく描かれている。

### 色彩・美術・撮影
仕上げ（色彩）・背景美術・撮影処理もテレビアニメに引き続きufotable社内スタッフを中心に制作された。
炎の呼吸の色彩表現については、『ヒノカミ神楽』で表現した太陽のニュアンスを含む赤い色や禰󠄀豆子の血鬼術で表現したピンクがかった炎と差別化するため、オレンジと赤を基調とした表現をしている。
美術監督は各スタッフによる得意分野を生かすべく、『竈門炭治郎 立志編』と同じくufotable美術部所属の衛藤功二、矢中勝、樺澤侑里による3名体制となっている。『竈門炭治郎 立志編』でメインの美術監督を務めた矢中は他のスタッフより先行して無限列車内の美術ボードを作成。『夢』パートは衛藤と樺澤、列車での戦闘パートは矢中と樺澤、列車脱線後のパートは衛藤と矢中が担当した。『夢』パートは炭治郎や煉獄などのリアル寄りな夢を衛藤、善逸や伊之助などの漫画的な夢を樺澤が担当。この振り分けは『竈門炭治郎 立志編』の第1話において、炭治郎の家の美術監督を衛藤が担当していたことにも由来する。夢のシーンは手描き背景の雰囲気を重視した描写となっており、手描き背景に関してはufotable美術部チーフの海老沢一男と同部門の加藤弓絵が中心となり描いている。『無意識領域』の美術は、煉獄に関しては「迷いのない空間」、炭治郎に関しては「更に迷いのない空間」を描いてほしいという外崎の指示により、煉獄は青空、炭治郎は澄み切った青空という描き方で表現されている。列車脱線後のパートは前半を衛藤、後半を矢中が担当している。徐々に朝日が昇り時間が経過していく描写は、矢中により7枚の美術ボードが描かれており戦いの中での時間の経過を表現している。美術は3DCGの起用が多い夜のシーンをufotable美術部とデジタル映像部が共同で制作。日中のシーンの背景は美術部がメインで制作しており、冒頭の墓参りのシーン、『夢』の中のシーン、ラストの朝日が昇るシーンは特に力が入れられた。
撮影処理では列車の中に暖色系の色が使用されており、そこから少しずつ色を変化させていくことでホラーテイストな演出となるように撮影処理に緩急を付けている。『強制昏倒催眠の囁き』は立ち眩みのような気持ち悪い感覚をイメージしてエフェクトが作成された。

### 音楽
作中楽曲は椎名豪がメインで担当。制作時には映画館のどのスピーカーから、どの楽器の音を鳴らすかを考え制作されている。
楽曲のレコーディングは、コンサートが行われる大きなホールで行われた。この会場に5.1chサラウンド専用のマイクを立て、演奏の音以外にホールの響きも収録している。これにより、スタジオ収録では再現の難しいアーリーリフレクション（初期反射音）がしっかりと録音され、ピッコロやトランペット、ホルンなどの楽器の音を効果的に生かせる環境となった。椎名はテレビアニメ版と同じくダビングにも参加しており、映像と効果音、楽曲の調整を他のスタッフと共同で行っている。
音楽は無限列車の走るイメージからマーチングバンドのドラムラインを使用している。この音源は炭治郎と魘夢が列車の上で戦うシーンで使用されており、音響効果の赤澤勇二が列車の走行音と音楽がぶつからないよう調整している。この『M24』の楽曲を軸に前後の楽曲が考えられた。
序盤の「炎の呼吸」のシーン『M6』の楽曲は、炎の呼吸からガムランを演奏している風景を重ね合わせた椎名が、ガムランの音の広がりと映像がシンクロするように曲を作成した。

## プロモーション
2019年9月28日、テレビアニメ最終話にて劇場版の制作が発表され、告知PVが公開された。10月20日に開催された朗読イベント『鬼滅の宴』では特報第二弾と公開年が発表。2020年4月10日配信のAbemaTV「『鬼滅テレビ』無限列車編 新情報発表スペシャル」にて公開日が発表され、予告編第1弾とポスタービジュアルが公開された。公開翌日の2020年10月17日にTOHOシネマズ六本木ヒルズで公開記念舞台挨拶が行われた。

## 公開
東宝の配給により、2020年10月16日にIMAX版とともに劇場公開された。同年12月26日からMX4D・4DXが、翌2021年3月27日からドルビーシネマで上映された。
2025年7月の『劇場版 鬼滅の刃 無限城編』第一章の公開に向けた「鬼滅シアター -『鬼滅の刃』特別編集版 劇場上映-」の一環として、同年5月9日から6月12日の5週間限定でリバイバル上映が行われる。IMAX、Dolby atmos、Dolby Cinema、4DX、MX4Dを含む。
| 世界各国での公開日 | 世界各国での公開日                 |
| 地域               | 公開日                             |
| ------------------ | ---------------------------------- |
| 日本               | 2020年10月16日 (通常版)(IMAX)      |
| 日本               | 2020年12月26日 (MX4D)(4DX)         |
| 日本               | 2021年3月27日 (ドルビーシネマ)     |
| 日本               | 2025年5月9日 (リバイバル上映)      |
| 台湾               | 2020年10月30日 (字幕版)            |
| 台湾               | 2020年11月6日 (吹替版)(IMAX)       |
| 香港               | 2020年11月12日                     |
| マカオ             | 2020年11月12日                     |
| シンガポール       | 2020年11月12日                     |
| シンガポール       | 2020年11月19日 (NC16)              |
| シンガポール       | 2020年12月3日 (PG13)               |
| シンガポール       | 2020年12月10日 (IMAX)              |
| タイ               | 2020年12月9日                      |
| フィリピン         | 2020年12月26日                     |
| インドネシア       | 2021年1月6日                       |
| ベトナム           | 2021年1月9日                       |
| 韓国               | 2021年1月27日                      |
| ブルネイ           | 2021年2月4日                       |
| マレーシア         | 2021年2月4日                       |
| ミャンマー         | 2021年2月4日                       |
| ラオス             | 2021年2月18日                      |
| オーストラリア     | 2021年2月25日 (日本語版)           |
| オーストラリア     | 2021年4月22日 (英語版)             |
| ニュージーランド   | 2021年2月25日 (日本語版)           |
| ニュージーランド   | 2021年4月22日 (英語版)             |
| カンボジア         | 2021年2月25日                      |
| アメリカ合衆国     | 2021年2月26日 (限定上映)           |
| アメリカ合衆国     | 2021年4月23日 (通常版)(4DX)(IMAX)  |
| モンゴル           | 2021年2月26日                      |
| 南アフリカ         | 2021年4月9日                       |
| メキシコ           | 2021年4月22日                      |
| ニカラグア         | 2021年4月22日                      |
| アルゼンチン       | 2021年4月22日                      |
| ボリビア           | 2021年4月22日                      |
| パラグアイ         | 2021年4月22日                      |
| コロンビア         | 2021年4月22日                      |
| コスタリカ         | 2021年4月22日                      |
| グアテマラ         | 2021年4月22日                      |
| ホンジュラス       | 2021年4月22日                      |
| パナマ             | 2021年4月22日                      |
| エルサルバドル     | 2021年4月22日                      |
| カナダ             | 2021年4月23日                      |
| スペイン           | 2021年4月23日                      |
| オーストリア       | 2021年4月29日                      |
| スイス             | 2021年4月29日                      |
| アイスランド       | 2021年5月7日                       |
| エジプト           | 2021年5月12日                      |
| アラブ首長国連邦   | 2021年5月13日                      |
| ブラジル           | 2021年5月13日                      |
| フランス           | 2021年5月19日                      |
| ルクセンブルク     | 2021年5月19日                      |
| ドイツ             | 2021年5月20日                      |
| デンマーク         | 2021年5月20日                      |
| ロシア             | 2021年5月20日                      |
| カザフスタン       | 2021年5月20日                      |
| キルギス           | 2021年5月20日                      |
| イギリス           | 2021年5月26日                      |
| レバノン           | 2021年6月3日                       |
| フィンランド       | 2021年6月4日                       |
| ノルウェー         | 2021年6月4日                       |
| アイルランド       | 2021年6月7日                       |
| チュニジア         | 2021年6月8日                       |
| ベルギー           | 2021年6月9日                       |
| モロッコ           | 2021年6月9日                       |
| オランダ           | 2021年6月10日                      |
| ポルトガル         | 2021年6月10日                      |
| イタリア           | 2021年6月13日 (インターネット配信) |
| イタリア           | 2022年1月17日 (劇場公開)           |
| スウェーデン       | 2021年6月16日                      |
| グリーンランド     | 2021年6月17日                      |
| バングラデシュ     | 2021年6月18日                      |
| イスラエル         | 2021年7月22日                      |
| パキスタン         | 2021年8月6日                       |
| インド             | 2021年8月13日                      |
| トルコ             | 2021年8月20日                      |
| チリ               | 2021年8月30日                      |
| ペルー             | 2021年9月27日                      |
| モーリシャス       | 2021年10月22日                     |
| ポーランド         | 2022年12月9日                      |

## 反響

### 日本国内
上映前から「鬼滅の刃」自体が社会現象となっていたこともあり、劇場版に対する期待度は非常に高いものであった。前売り券（ムビチケ）の月間売上の最高記録が、本作の前売り券の発売期間であった2020年9月と翌10月に2か月連続で記録更新となり、このことについては本作の影響が大きいと言われている。また、映画チケットの事前販売がインターネットで開始された際には、予約待ちが59万人に達することもあった。公開に前後してフジテレビ系列「土曜プレミアム」において10月10日に「第一夜・兄妹の絆」、17日に「第二夜・那田蜘蛛山編」と称したテレビアニメ第1期「竈門炭治郎 立志編」の総集編の放送を行い、それぞれの平均世帯視聴率が16.7％、15.4％を記録した。12月20日にも視聴者の要望を受け第22話から第26話に新規映像を追加した特別編集版『柱合会議・蝶屋敷編』が放送され、裏番組『M-1グランプリ2020』の視聴率を下回ったものの、平均世帯視聴率14.4％の好記録を上げた。
コロナ禍で多くの映画が公開延期になったことから、全国403館において異例のスクリーン数での公開となった。新宿のTOHOシネマズ新宿では公開初日の1日だけで計42回上映が行われ、上映回数の多さからその上映スケジュールがネット上で「時刻表」と比喩された。TOHOシネマズ新宿のみならず、同じく新宿にある新宿バルト9は39回、名古屋市にある中川コロナシネマワールドは36回の上映が初日に行われ、全国の映画館で「時刻表」の状態が見られる事態となった。公開初日の全国での上映回数の合計は7,885回、2日目は7,738回、3日目は7,638回に及び、最初の三日間での合計上映回数は23,306回に至った。初動の勢いはしばらくの間衰えず、12週連続で週末興行収入1位を記録した（興行収入に関する詳細は#興行成績を参照）。映画の大ヒットは公開以前から続いていた「鬼滅ブーム」により拍車をかけることとなる。映画公開中の12月4日に発売されたコミック単行本の最終巻23巻は285.5万部の週間売上を記録し、コミック週間売上歴代1位を記録した。
12月27日にはそれまで興行収入の日本記録を20年近く堅持していた『千と千尋の神隠し』の316.8億円を上回り、日本歴代最高興行収入の記録を更新するに至った。
12月30日に行われた『第62回日本レコード大賞』では本作の主題歌である「炎」が日本レコード大賞の大賞を受賞した。また、特別賞には「鬼滅の刃」が選ばれている。12月31日放送の『第71回NHK紅白歌合戦』では「『鬼滅の刃』紅白スペシャルメドレー」が披露された。テレビアニメ版主題歌の「紅蓮華」と共に「炎」がLiSAによって歌唱され、本作のメインキャラクターである煉獄杏寿郎を彷彿とさせる演出がNHKホール内に映し出された。その際に本作が興行収入の日本記録を更新したことについて言及がなされた。紅白歌合戦では「炎」歌唱時に46.6％の視聴率を記録している。
上映中の2021年3月15日に、同年6月16日から本作のBlu-rayおよびDVDが発売される旨が発表され、翌3月16日から予約が開始された。予約開始初日はアクセスが集中し、アニプレックス、アニメイト、ufotableなどのサイトが一時サーバーダウンした。
2021年3月19日に発表された『第44回日本アカデミー賞』では、本作が「最優秀アニメーション作品賞」「最優秀音楽賞」「話題賞」に選ばれ、3冠を達成している。
2021年5月24日に国内での興行収入が史上初の400億円を突破したことが発表され、本作のメインキャラクターである煉獄杏寿郎が「400億の男」になったことでSNSではお祝いの声が寄せられた。
2021年6月16日に販売が開始された本作のDVDは、発売初日のみで21.8万枚を売り上げて2021年度のDVDの最高初週売上記録を更新した。DVDと同時発売されたBlu-rayについても、初日売上が26.8万枚となり、2021年度のBlu-rayの最高初週売上記録を更新している。公開直後と比較して上映館がかなり少なくなったとは言え一部の映画館では、映像ソフトが発売されてから後述の「最終上映」が開始されるまでの間も上映を行っていた。
2021年7月22日から同年7月29日にかけて「最終上映」と称し、公開当初の上映館数に及ぶ全国383館で、本作の上映が行われた。最終上映が行われた週末（7月24日・7月25日）の観客動員数ランキングでは9週間ぶりに上位10位内にランクインした。「最終上映」が終了した7月30日時点で全国18館が引き続き上映を行うことを発表し、9月11日現在はufotable CINEMAで上映が続けられている。

### 日本国外
2020年10月30日公開の台湾では95の映画館で封切られ、特に桃園市では初日に57回上映されTOHOシネマズ新宿の42回を上回った。台湾におけるアニメ映画の初動記録を塗り替えたことを受け、同年11月6日からIMAX版の上映が8館で開始された。
香港では450館、1083のスクリーンで公開され、1日の上映は最大860回に及んだ。
韓国では2021年1月27日、映画館チェーンMEGABOXによって380スクリーンで公開され、1193回の上映で初日の興行成績1位を記録した。2月3日よりIMAXと4DXでの公開も開始された。最終的な観客動員数は218万人となった。
アメリカでは2021年4月23日に公開された。本作に含まれる「暴力・流血（および猟奇表現）」により同国内におけるレイティングはR指定（17歳未満は保護者の同伴が必要）となったが、公開初週の興行収入は週間2位を記録した。この記録はアメリカにおける外国語映画の公開初週成績として歴代一位になっている。また、公開2週目には全米1位を獲得している。
台湾・タイ・マレーシアではそれぞれの国の日本映画の興行収入記録を塗り替えており、特に台湾ではアニメ映画の歴代興収記録も更新し、台湾歴代興収ランキング第9位にランクインしている。

## 評価

### 興行成績

#### 日本
2020年10月16日より、IMAX38館を含む全国403館で劇場公開され、10月16日から18日にかけての公開3日間で動員342万493人、興行収入46億2311万7450円を記録し、興行通信社の調査による全国映画動員ランキングで初登場第1位となった。世界週末興行収入ランキングでも初登場1位となり、公開から3日間の週末における世界最高の興行成績と報じられた。また、IMAX38スクリーンで興行収入2億3800万円を記録し、『スター・ウォーズ/スカイウォーカーの夜明け』を18%上回る日本でのIMAXオープニング記録を樹立した。10月16日の公開から25日までの10日間で、観客動員数は798万3442人、興行収入は107億5423万円に達し、歴代最速で興行収入100億円に達した。
公開から39日目となる11月23日には観客動員数1939万人、興行収入259億円を突破し、『君の名は。』や『アナと雪の女王』を超えて日本歴代興行収入ランキングで歴代第3位、邦画のみでは歴代第2位にランクインした。公開から45日目となる11月29日には観客動員数2053万人、興行収入275億円を突破し、『タイタニック』を超えて日本歴代興行収入ランキングで歴代第2位となった。公開から73日目となる12月27日には観客動員数2404万人、興行収入324億円を突破し、『千と千尋の神隠し』の316.8億円を超えて日本歴代興行収入第1位を達成した。
2021年5月24日には、公開から220日間で本作の興行収入が国内史上初の400億円を突破したことが発表された。
| 日本国内における観客動員数および興行収入の推移         | 日本国内における観客動員数および興行収入の推移 | 日本国内における観客動員数および興行収入の推移 | 日本国内における観客動員数および興行収入の推移 | 日本国内における観客動員数および興行収入の推移 | 日本国内における観客動員数および興行収入の推移 | 日本国内における観客動員数および興行収入の推移 |
|                                                        | 動員 （万人）                                  | 動員 （万人）                                  | 動員 （万人）                                  | 興収 （億円）                                  | 興収 （億円）                                  | 備考 |
| 週末                                                   | 週末                                           | 累計                                           | 週末                                           | 累計                                           |                                                | 備考 |
| ------------------------------------------------------ | ---------------------------------------------- | ---------------------------------------------- | ---------------------------------------------- | ---------------------------------------------- | ---------------------------------------------- | --- |
| 1週目の週末 （2020年10月17日・18日）                   | 1位                                            | 251.0                                          | 342.0                                          | 33.5                                           | 46.2                                           | 10月16日より全国403館で上映開始。 日本公開映画の平日動員・興収、週末動員・興収で歴代1位を達成。                                                                                     |
| 2週目の週末 （10月24日・25日）                         | 1位                                            | 227.3                                          | 798.3                                          | 30.4                                           | 107.5                                          | 累計興収100億円突破の日本最速記録を更新。 |
| 3週目の週末 （10月31日・11月1日）                      | 1位                                            | 202.8                                          | 1189.1                                         | 25.0                                           | 158.0                                          | 日本歴代興収ランキングでトップ10入り。 |
| 4週目の週末 （11月7日・8日）                           | 1位                                            | 129.6                                          | 1537.4                                         | 17.7                                           | 204.8                                          | 日本歴代興収ランキングで歴代5位。 累計興収200億円突破の日本最速記録を更新。 |
| 5週目の週末 （11月14日・15日）                         | 1位                                            | 114.7                                          | 1750.5                                         | 15.2                                           | 233.5                                          | |
| 6週目の週末 （11月21日・22日）                         | 1位                                            | 74.8                                           | 1939.8                                         | 10.3                                           | 259.2                                          | 日本歴代興収ランキングで歴代3位、邦画のみでは歴代2位にランクイン。 累計動員・興収は11月23日（祝日）までのもの。                                                                     |
| 7週目の週末 （11月28日・29日）                         | 1位                                            | 71.2                                           | 2053.2                                         | 10.0                                           | 275.1                                          | 日本歴代興収ランキングで歴代2位にランクイン。 |
| 8週目の週末 （12月5日・6日）                           | 1位                                            | 46.6                                           | 2152.5                                         | 6.6                                            | 288.5                                          | |
| 9週目の週末 （12月12日・13日）                         | 1位                                            | 65.5                                           | 2253.9                                         | 9.4                                            | 302.9                                          | |
| 10週目の週末 （12月19日・20日）                        | 1位                                            | 28.2                                           | 2317.6                                         | 3.9                                            | 311.7                                          | |
| 11週目の週末 （12月26日・27日）                        | 1位                                            | 57.6                                           | 2405.0                                         | 9.1                                            | 324.8                                          | 日本歴代興収ランキングで歴代1位を達成。 |
| 12週目の週末 （2021年1月2日・3日）                     | 1位                                            | 42.5                                           | 2548.*                                         | 6.8                                            | 346.4                                          | |
| 13週目の週末 （1月9日・10日）                          | 2位                                            | 18.0                                           | 2621.*                                         | 3.0                                            | 357.9                                          | 週末動員は2位で、週末興収は1位。 週末動員連続1位記録が12週でストップ。 |
| 14週目の週末 （1月16日・17日）                         | 1位                                            | 12.3                                           | 2644.*                                         | 2.0                                            | 361.8                                          | |
| 15週目の週末 （1月23日・24日）                         | 1位                                            | 11.2                                           | 2667.*                                         | 1.8                                            | 365.5                                          | |
| 16週目の週末 （1月30日・31日）                         | 2位                                            | 10.5                                           | 2688.*                                         | 1.7                                            | 368.8                                          | |
| 17週目の週末 （2月6日・7日）                           | 2位                                            | 9.2                                            | 2707.*                                         | 1.5                                            | 371.8                                          | |
| 18週目の週末 （2月13日・14日）                         | 3位                                            | 7.7                                            | 2727.*                                         | 1.2                                            | 374.9                                          | |
| 19週目の週末 （2月20日・21日）                         | 3位                                            | 9.5                                            | 2745.*                                         | 1.5                                            | 377.8                                          | 週末動員は3位で、週末興収は2位。 |
| 20週目の週末 （2月27日・28日）                         | 2位                                            | 10.0                                           | 2768.*                                         | 1.6                                            | 381.4                                          | |
| 21週目の週末 （3月6日・7日）                           | 2位                                            | 9.7                                            | 2787.*                                         | 1.6                                            | 384.5                                          | 週末動員は2位で、週末興収は1位。 |
| 22週目の週末 （3月13日・14日）                         | 4位                                            |                                                | 2800.*                                         |                                                | 386.1                                          | |
| 23週目の週末 （3月20日・21日）                         | 7位                                            |                                                | 2812.*                                         |                                                | 387.8                                          | |
| 24週目の週末 （3月27日・28日）                         | 3位                                            | 11.2                                           | 2830.*                                         | 1.7                                            | 390.0                                          | |
| 25週目の週末 （4月3日・4日）                           | 2位                                            | 15.3                                           | 2857.*                                         | 2.4                                            | 394.4                                          | |
| 26週目の週末 （4月10日・11日）                         | 4位                                            |                                                | 2869.*                                         |                                                | 396.2                                          | |
| 27週目の週末 （4月17日・18日）                         | 5位                                            |                                                | 2876.*                                         |                                                | 397.2                                          | |
| 28週目の週末 （4月24日・25日）                         | 6位                                            |                                                |                                                |                                                | 397.8                                          | |
| 29週目の週末 （5月1日・2日）                           | 4位                                            |                                                | 2887.*                                         |                                                | 398.8                                          | |
| 30週目の週末 （5月8日・9日）                           | 5位                                            |                                                | 2890.*                                         |                                                | 399.2                                          | |
| 31週目の週末 （5月15日・16日）                         | 6位                                            |                                                | 2893.*                                         |                                                | 399.7                                          | 2020年公開映画の世界興行収入で1位を達成。 |
| 32週目の週末 （5月22日・23日）                         | 8位                                            |                                                | 2896.7                                         |                                                | 400.2                                          | 日本国内初の累計興行収入400億円突破。 |
| 33週目の週末 （5月29日・30日）                         | 圏外                                           |                                                |                                                |                                                | 400.6                                          | 週末動員ランキングで初のトップ10圏外。 週末動員トップ10連続ランクイン記録が32週でストップ。                                                                                         |
| 34週目の週末 （6月5日・6日）                           | 圏外                                           |                                                |                                                |                                                | 401.0                                          | |
| 35週目の週末 （6月12日・13日）                         | 圏外                                           |                                                |                                                |                                                | 401.3                                          | 6月10日をもって、ほとんどの映画館で本作の上映終了。 |
| 36週目の週末 （6月19日・20日）                         | 圏外                                           |                                                |                                                |                                                | 401.3                                          | 本作のDVD・Blu-ray Discの発売が開始。 |
| 37週目の週末 （6月26日・27日）                         | 圏外                                           |                                                |                                                |                                                | 401.3                                          | |
| 38週目の週末 （7月3日・4日）                           | 圏外                                           |                                                |                                                |                                                | 401.3                                          | |
| 39週目の週末 （7月10日・11日）                         | 圏外                                           |                                                |                                                |                                                | 401.3                                          | |
| 40週目の週末 （7月17日・18日）                         | 圏外                                           |                                                |                                                |                                                | 401.3                                          | |
| 41週目の週末 （7月24日・25日）                         | 7位                                            | 3.*                                            | 2917.*                                         | 0.5                                            | 403.2                                          | 7月22日より全国385館で「最終上映」と称した大規模上映を開始。 多くの映画館が終映済みだった本作を「最終上映」において再上映したが、封切り時から継続して公開していた映画館も存在する。 |
| 42週目の週末 （7月31日・8月1日）                       | 圏外                                           |                                                |                                                |                                                | 403.2                                          | 7月29日をもって最終上映が終了。ufotableCINEMAなどの少数の映画館では続映。 |
| 最終的な興行成績                                       | 2917万981人                                    | 2917万981人                                    | 2917万981人                                    | 404億2877万2050円                              | 404億2877万2050円                              | 2021年現在、観客動員数・興行収入ともに日本歴代最高記録。 |
| リバイバル上映1週目の週末 （2025年5月9日・10日・11日） | 6位                                            | 7.5                                            | 7.5                                            | 1.3                                            | 1.3                                            | 5月9日よりリバイバル上映。 |
| リバイバル上映2週目の週末 （5月16日・17日・18日）      | 圏外                                           |                                                | 13.1                                           |                                                | 2.2                                            | |
| リバイバル上映3週目の週末 （5月23日・24日・25日）      | 圏外                                           |                                                | 15.6                                           |                                                | 2.6                                            | |
| リバイバル上映4週目の週末 （5月30日・31日・6月1日）    | 圏外                                           |                                                | 17.5                                           |                                                | 2.8                                            | |
| リバイバル上映5週目の週末 （6月6日・7日・8日）         | 圏外                                           |                                                | 18.8                                           |                                                | 3.0                                            | |
| リバイバル上映を含める興行成績                         |                                                |                                                |                                                | 407.5億円                                      | 407.5億円                                      | |

以下は本作により更新された国内の興行記録を示す。ただし、以下の記録が全て公的に記録されているものではない為、あくまで参考である。
| 更新された興行記録         | 更新された興行記録 | 更新された興行記録                             | 更新された興行記録                                              | 更新された興行記録 |
| 内容                       | 記録               | 本作に記録更新 された映画                      | 本作の記録を 更新した映画                                       | 出典               |
| -------------------------- | ------------------ | ---------------------------------------------- | --------------------------------------------------------------- | ------------------ |
| 興行収入                   | 403.2億円          | 千と千尋の神隠し （316.8億円）                 | -                                                               | [ 4 ]              |
| 観客動員数                 | 2917.*万人         | 千と千尋の神隠し （2352.*万人）                | -                                                               |                    |
| 興収100億円 最速到達記録   | 10日               | 千と千尋の神隠し （25日）                      | 劇場版 鬼滅の刃 無限城編 第一章 猗窩座襲来 （8日）              | [ 170 ]            |
| 興収200億円 最速到達記録   | 24日               | 千と千尋の神隠し （59日）                      | 劇場版 鬼滅の刃 無限城編 第一章 猗窩座襲来 （23日）             | [ 171 ]            |
| 興収300億円 最速到達記録   | 59日               | 千と千尋の神隠し （255日）                     | -                                                               |                    |
| 興収400億円 最速到達記録   | 220日              | （該当作品無し）                               | -                                                               | [ 172 ]            |
| 1日の動員数                | 127.0万人          | -                                              | 劇場版 鬼滅の刃 無限城編 第一章 猗窩座襲来 （142万1804人）      |                    |
| 1日の興行収入              | 17.0億円           | -                                              | 劇場版 鬼滅の刃 無限城編 第一章 猗窩座襲来 （20億3782万200円）  |                    |
| 週間動員数                 | 456.3万人          | -                                              | 劇場版 鬼滅の刃 無限城編 第一章 猗窩座襲来 （526万0870人）      |                    |
| 週間興行収入               | 61.3億円           | 千と千尋の神隠し （39.*億円）                  | 劇場版 鬼滅の刃 無限城編 第一章 猗窩座襲来 （73億4787万8200円） |                    |
| 平日動員数 （1日あたり）   | 91.0万人           | -                                              | 劇場版 鬼滅の刃 無限城編 第一章 猗窩座襲来 （115万5637人）      |                    |
| 平日興行収入 （1日あたり） | 12.7億円           | -                                              | 劇場版 鬼滅の刃 無限城編 第一章 猗窩座襲来 （16億4605万4200円） |                    |
| 初週土日動員数             | 251.0万人          | ハリー・ポッターと秘密の部屋 （160.*万人）     | 劇場版 鬼滅の刃 無限城編 第一章 猗窩座襲来 （268万7976人）      | [ 173 ]            |
| 初週土日興行収入           | 33.5億円           | マトリックス リローデッド （22.2億円）         | 劇場版 鬼滅の刃 無限城編 第一章 猗窩座襲来 （38億7824万4300円） | [ 174 ]            |
| 初週金土日動員数           | 342.0万人          | ハリー・ポッターと不死鳥の騎士団 （146.8万人） | 劇場版 鬼滅の刃 無限城編 第一章 猗窩座襲来 （384万3613人）      | [ 175 ]            |
| 初週金土日興行収入         | 46.2億円           | ハリー・ポッターと不死鳥の騎士団 （22.8億円）  | 劇場版 鬼滅の刃 無限城編 第一章 猗窩座襲来 （55億2429万8500円） | [ 175 ]            |
| 週末動員1位 連続記録       | 12週連続           | アナと雪の女王 （10週連続）                    | -                                                               | [ 176 ]            |
| 週末動員TOP10 連続記録     | 32週連続           | 君の名は。 （29週連続）                        | -                                                               | [ 177 ]            |
| 日本映画の 世界興行収入    | 5.00億ドル         | 千と千尋の神隠し （3.83億ドル）                | -                                                               | [ 178 ]            |
| 2020年の 世界興行収入      | 5.00億ドル         | 八佰 （4.73億ドル）                            | -                                                               |                    |

#### 世界
2020年の年間興行収入世界第1位。2021年5月10日に、興行収入をまとめているサイト「ザ・ナンバーズ」において本作の全世界興行収入が4億7460万ドル（当時の約515億円）と発表され、中国映画「八佰」の4億7257万5002ドルを抜き2020年に公開された映画の年間興行収入で世界第1位を記録した。年間興行収入の記録が残る1915年以降でハリウッド映画以外の作品が世界第1位を記録するのは、本作が初の快挙となった。このうち、約7割が日本での収入であった。同年8月の時点で、興行収入は5億ドルに達している。なお、5億ドル未満（現在は5億ドルを突破）での年間世界興行収入第1位は『トイ・ストーリー』が記録した3.6億ドル以来25年ぶりである。同時に、北米でR指定（後述）を受けたアニメーション映画としては、世界歴代1位となる興行収入となった。
| 世界全体での興行成績(2022年9月4日現在) | 世界全体での興行成績(2022年9月4日現在) |
| 国・地域                               | 興行収入 （単位:USドル）               |
| アジア                                 | アジア                                 |
| -------------------------------------- | -------------------------------------- |
| 日本                                   | US$386,483,128                         |
| 韓国                                   | US$18,513,331                          |
| 台湾                                   | US$22,800,000                          |
| 香港                                   | US$4,006,683                           |
| タイ                                   | US$4,240,000                           |
| マレーシア                             | US$1,200,000                           |
| シンガポール                           | US$1,930,000                           |
| ベトナム                               | US$695,001                             |
| ラオス                                 | US$25,000                              |
| ヨーロッパ                             |                                        |
| フランス                               | US$6,082,404                           |
| ロシア(CIS)                            | US$2,058,488                           |
| イギリス                               | US$1,916,473                           |
| ドイツ                                 | US$417,722                             |
| オランダ                               | US$303,152                             |
| ポルトガル                             | US$101,818                             |
| アイスランド                           | US$27,272                              |
| 北米                                   |                                        |
| 北米(アメリカ およびカナダ)            | US$49,888,502                          |
| 中南米                                 |                                        |
| メキシコ                               | US$3,286,503                           |
| コロンビア                             | US$146,665                             |
| 中東                                   |                                        |
| サウジアラビア                         | US$1,500,000                           |
| UAE                                    | US$418,349                             |
| トルコ                                 | US$95,014                              |
| オセアニア                             |                                        |
| オーストラリア                         | US$3,334,351                           |
| ニュージーランド                       | US$540,571                             |
| 累計                                   |                                        |
| 世界                                   | US$510,010,427                         |

台湾での公開初日（10月30日）の興行収入は3080万台湾元だった。興収は公開3日で1.17億元を記録し、『アナと雪の女王2』が持っていたアニメーション作品としての初動成績を塗り替えた。興収は公開9日で2億元を達成した。さらに11月8日までに興収2.5億元を突破し、台湾で公開された日本のアニメーション作品で『君の名は。』が持っていた記録を塗り替えた。11日には累計興収が3億元を突破。累計興収が3億元を超えたのは台湾で公開されたアニメーション作品としては5作目となった。15日には『アナと雪の女王2』の記録（3.4億元）を塗り替え、アニメーション作品としては興収が史上最高になった。18日、アニメーション作品として初めて4億元を超えた。上映38日目、興収が5.37億元を超え、ハリウッド映画以外として歴代第1位に達成した。2021年2月7日、興収が6.22億元に達し、歴代第9位にランクインしている。
タイでの公開初日（12月9日）の興行収入は700万バーツを突破し、8日には3日より先行上映していた分を合わせて約1900万バーツを超える収入となった。14日には5000万バーツを超えたことで、タイで公開された日本アニメ映画として1位に浮上した。12月22日発表の興行収入ランキングにおいて1億バーツを突破した。
北米ではレイティングがR指定（17歳未満は保護者同伴が必須）にされた為に、この事が興行成績の面では不利になるとの意見が上映前には存在した。2021年4月23日に1600の映画館で公開され、初週3日間(4月23日〜25日)の興行収入で全米ランキング第2位、1954万2227ドルを記録した。これは、北米で公開された日本のアニメーション映画としては『劇場版ポケットモンスター ミュウツーの逆襲』、『劇場版ポケットモンスター 幻のポケモン ルギア爆誕』に続く歴代3位のオープニング成績であり、ローカライズを行っていない外国語映画（非英語映画）のオープニングとしては歴代第1位となった。
公開2週目の週末は670万ドルを記録し、日本映画としては『劇場版ポケットモンスター ミュウツーの逆襲』以来22年ぶりとなる全米第1位に上昇した。
北米における本作の最終的な興行収入は4950万ドルにのぼり、外国語映画としては異例のヒットとなった。
こうした世界的にも記録的な興行収入を記録した事により、「世界で最高興行収入の日本アニメ映画」としてギネス世界記録にて記録認定されている。

### 批評家の反応
日本経済新聞はビジネス的観点からヒットの要因を読み解いている。漫画に対する読者のボーダーレス化や配信サービスによるアニメ視聴の手軽化などの理由から作品の知名度が広まったこと、新型コロナウイルス感染症の流行に影響して新作映画の公開数が減ったことにより多くのスクリーンの確保が可能だったことを挙げている。ビジネス的観点だけからではなく、作品内容については、熱いアクションと感動的なドラマ性を有すると評価しており、こういった要素がコロナ禍で鬱屈としていた観客に高い満足感を与えたのだと推測している。
| Rotten Tomatoes    | Metacritic       |
| ------------------ | ---------------- |
| 98％（40レビュー） | 72（24レビュー） |

### 受賞・ノミネート
| 年   | 賞                                       | 部門                                   | 対象                                    | 結果       | 出典            |
| ---- | ---------------------------------------- | -------------------------------------- | --------------------------------------- | ---------- | --------------- |
| 2020 | 第62回日本レコード大賞                   | 優秀作品賞                             | LiSA「炎」                              | 受賞       |                 |
| 2020 | 第62回日本レコード大賞                   | 特別賞                                 | 鬼滅の刃                                | 受賞       |                 |
| 2020 | 第62回日本レコード大賞                   | 日本レコード大賞                       | LiSA「炎」                              | 受賞       |                 |
| 2020 | Yahoo!検索大賞2020                       | 映画部門賞                             | 劇場版「鬼滅の刃」無限列車編            | 受賞       |                 |
| 2020 | 第45回報知映画賞                         | アニメ作品賞                           | 劇場版「鬼滅の刃」無限列車編            | 受賞       | [ 201 ]         |
| 2020 | 第33回日刊スポーツ映画大賞・石原裕次郎賞 | 石原裕次郎賞                           | 外崎春雄                                | 受賞       | [ 202 ]         |
| 2020 | 第38回ゴールデングロス賞                 | 最優秀金賞                             | 劇場版「鬼滅の刃」無限列車編            | 受賞       | [ 203 ]         |
| 2021 | 第44回日本アカデミー賞                   | 最優秀アニメーション作品賞             | 劇場版「鬼滅の刃」無限列車編            | 受賞       | [ 204 ] [ 205 ] |
| 2021 | 第44回日本アカデミー賞                   | 最優秀音楽賞                           | 梶浦由記、椎名豪                        | 受賞       |                 |
| 2021 | 第44回日本アカデミー賞                   | 話題賞 作品部門                        | 劇場版「鬼滅の刃」無限列車編            | 受賞       | [ 206 ]         |
| 2021 | 第75回毎日映画コンクール                 | アニメーション映画賞・大藤信郎賞 長編  | 劇場版「鬼滅の刃」無限列車編            | ノミネート |                 |
| 2021 | 第25回サテライト賞                       | アニメーション・ミックスメディア映画賞 | 劇場版「鬼滅の刃」無限列車編            | ノミネート | [ 207 ]         |
| 2021 | 第45回エランドール賞                     | 特別賞                                 | 劇場版「鬼滅の刃」無限列車編 製作委員会 | 受賞       | [ 208 ]         |
| 2021 | 第26回AMDアワード                        | 大賞／総務大臣賞                       | 劇場版「鬼滅の刃」無限列車編            | 受賞       | [ 209 ]         |
| 2021 | 第40回藤本賞                             | 藤本賞                                 | 岩上敦宏、近藤光、大好誠                | 受賞       | [ 210 ]         |
| 2021 | ニュータイプアニメアワード2020 - 2021    | 作品賞（劇場上映）                     | 劇場版「鬼滅の刃」無限列車編            | 受賞       |                 |
| 2021 | ニュータイプアニメアワード2020 - 2021    | 監督賞                                 | 外崎春雄                                | 受賞       |                 |
| 2021 | ニュータイプアニメアワード2020 - 2021    | キャラクター賞（男性）                 | 煉󠄁獄杏寿郎                              | 受賞       |                 |
| 2021 | ニュータイプアニメアワード2020 - 2021    | キャラクター賞（女性）                 | 竈門禰豆子                              | 受賞       |                 |
| 2021 | ニュータイプアニメアワード2020 - 2021    | 声優賞（女性）                         | 鬼頭明里（竈門禰豆子役）                | 受賞       |                 |
| 2021 | ニュータイプアニメアワード2020 - 2021    | 主題歌賞                               | LiSA「炎」                              | 受賞       |                 |
| 2022 | クランチロール・アニメアワード 2022      | ベスト・フィルム                       | 劇場版 鬼滅の刃 無限列車編              | 受賞       | [ 211 ]         |
| 2022 | クランチロール・アニメアワード 2022      | ベスト・アニメーション                 | 劇場版 鬼滅の刃 無限列車編              | 受賞       |                 |
| 2022 | クランチロール・アニメアワード 2022      | ベスト・スコア                         | 劇場版 鬼滅の刃 無限列車編              | 受賞       |                 |
| 2022 | クランチロール・アニメアワード 2022      | ベスト・エンディング・シークエンス     | 劇場版 鬼滅の刃 無限列車編              | 受賞       |                 |
| 2023 | 新潟国際アニメーション映画祭             | 大川＝蕗谷賞                           | 寺尾優一                                | 受賞       | [ 212 ]         |

## テレビ放送
2021年9月25日に、フジテレビ系列の『土曜プレミアム』にて全編ノーカットで初放送されることとなった。これに先立ち、テレビアニメ第１期『竈門炭治郎 立志編』の特別編集版が9月11日に『兄妹の絆編』、9月12日に『浅草編』、9月18日に『鼓屋敷編』、9月19日に『那田蜘蛛山編』、9月23日に『柱合会議・蝶屋敷編』と題してそれぞれ19時から放送された。また、すべての特別編集版において、アイキャッチおよび次回予告（大正コソコソ噂話）についても本放送時とは異なる新作が新たに放送された。
2022年12月10日の19時にフジテレビ系列にて2度目の地上波での放送を行うことに伴い、18時30分からテレビアニメ『鬼滅の刃 無限列車編』第1話が放送された。
2025年6月28日には、7月18日の『劇場版 鬼滅の刃 無限城編』公開を記念して、3度目の地上波放送が行われた。

### 本編内でのテレビCMなど
本編放送時は、本作に関連するCMが多数放送され、パワプロアプリでは放送終了後に煉獄杏寿郎が追加で実装され、ゲーム「ヒノカミ血風譚」では無限列車編のゲーム内スクリーンショットが公開された。パワプロアプリについては放送翌日の26日にセールスランキング1位を記録し、公式Twitterが感謝のツイートを投稿した。

### テレビアニメ版
本編終了後に引き続きプロモーションリールが放送され、『テレビアニメ「鬼滅の刃」無限列車編』として10月から全7話で放送されることが発表された。第1話では煉獄杏寿郎が無限列車へと向かう道中の任務を描いたアニメオリジナルエピソードを放送。劇場版本編は第2話から第7話として分割され、新規カットおよび予告編、BGMなどを追加した上で放送される。また、『遊郭編』は『無限列車編』に続けて放送される。

### 放送リスト
| 回数 | 放送局         | 番組名 （放送枠名） | 放送形態       | 放送日         | 放送時間（JST） | 放送分数 | 平均世帯 視聴率 | 備考                                        |
| ---- | -------------- | ------------------- | -------------- | -------------- | --------------- | -------- | --------------- | ------------------------------------------- |
| 1    | フジテレビ系列 | 土曜プレミアム      | 全編ノーカット | 2021年9月25日  | 21:00 - 23:40   | 160分    | 21.4%           | [ 注 29 ] [ 注 30 ] [ 218 ] [ 219 ] [ 220 ] |
| 1    | テレビ大分     | -                   | 全編ノーカット | 2021年9月26日  | 13:55 - 16:35   | 160分    | -               | [ 注 31 ] [ 221 ]                           |
| 1    | 青森テレビ     | -                   | 全編ノーカット | 2021年9月29日  | 19:00 - 21:45   | 165分    | -               | [ 222 ]                                     |
| 1    | 四国放送       | -                   | 全編ノーカット | 2021年10月2日  | 13:00 - 15:30   | 150分    | -               | [ 223 ]                                     |
| 1    | テレビ山口     | -                   | 全編ノーカット | 2021年10月3日  | 12:54 - 15:34   | 160分    | -               | [ 224 ]                                     |
| 1    | 山梨放送       | -                   | 全編ノーカット | 2021年10月3日  | 13:00 - 15:40   | 160分    | -               | [ 225 ]                                     |
| 2    | フジテレビ系列 | -                   | 全編ノーカット | 2022年12月10日 | 19:00 - 21:24   | 144分    | 9.1%            | [ 215 ]                                     |
| 3    | フジテレビ系列 | 土曜プレミアム      | 全編ノーカット | 2025年6月28日  | 20:00 - 23:10   | 190分    |                 | [ 注 32 ] [ 227 ]                           |

## イベント

### 舞台挨拶

#### 公開記念
「公開御礼舞台挨拶」と称して、2020年10月31日にTOHOシネマズ日比谷スクリーン12で開催。登壇者は竈門炭治郎役の花江夏樹、煉獄杏寿郎役の日野聡、猗窩座役の石田彰。舞台挨拶の模様は全国の劇場で生中継された。

#### 映像ディスク発売記念
「『劇場版「鬼滅の刃」無限列車編』完全生産限定版・早期特典予約キャンペーン舞台挨拶付上映会」と称して、2021年7月3日に東京会場（登壇：花江夏樹）、同年7月11日に大阪会場（登壇：松岡禎丞）と福岡会場（登壇：日野聡）、同年7月18日に名古屋会場（登壇：下野紘）、同年7月25日に北海道会場（登壇：鬼頭明里）で開催。

### コンサート
「『鬼滅の刃』オーケストラコンサート ～鬼滅の奏～ 無限列車編」と称したコンサートが2021年9月4日・5日にパシフィコ横浜国立大ホールで開催。9月5日には全国の映画館でライブビューイングも行われた。

### ラジオ放送
本作のDVD/Blu-ray発売を記念して、2021年6月17日にニッポン放送で『鬼滅の刃のオールナイトニッポンGOLD』が放送され、花江夏樹と下野紘がパーソナリティを務めた。

### コラボレーション企画
TikTokで、本作の公開を記念したハッシュタグチャレンジ「#叫べ鬼滅愛」が、2020年10月16日から同年10月30日まで開催された。投稿された動画の再生回数は累計157億回を突破した。
JR九州は、映画とのコラボキャンペーンとして、劇中に登場する無限列車を模した特別列車「SL鬼滅の刃」を2020年11月1日から運行していたが、この企画は好評であり翌12月にも追加運行が行われ、片道だけの運行にも関わらず追加運行のチケットが1秒で売り切れとなった。
JR東日本高崎支社が運行する「SLぐんま よこかわ」（及び「ELぐんま よこかわ」）は、2020年10月9日より「無限列車大作戦」と銘打ったコラボキャンペーンを展開し、2021年1月3日までの全期間中の全ての列車のチケットが即時完売となっている。
ユニバーサル・スタジオ・ジャパンは2021年7月11日に、新アトラクション「鬼滅の刃 XRライド」を2021年9月17日から2022年2月13日までの期間限定で導入すると発表した。本作に登場する「無限列車」に見立てたジェットコースターに乗り込み、VRを用いた立体映像や音響でアニメの世界観を再現する。

## 関連商品

### DVD / Blu-ray
- 劇場版 鬼滅の刃 無限列車編 DVD - アニプレックス（2021年6月16日発売）
- 劇場版 鬼滅の刃 無限列車編 Blu-ray - アニプレックス（2021年6月16日発売）
  - DVD/Blu-rayは同日に完全生産限定版が発売された。完全生産限定版には特典が付いている。
  - 収納ボックスイラストはキャラクターデザイン・総作画監督の松島晃、デジジャケットイラストはufotable所属のアニメーター・都築萌が担当している[11]。
  - 2021年度オリコン年間映像ランキングで、Blu-ray通常版とDVD通常版が総合1位を獲得。完全生産限定版はBlu-rayが3位、DVDが4位となっている[232][233]。
  - 2024年2月17日時点で総出荷枚数は199万本を突破している[234]。

### CD / レコード
- LiSA「炎」初回生産限定盤（CD+DVD） - SACRA MUSIC（2020年10月14日発売）
- LiSA「炎」通常盤（CD） - SACRA MUSIC（2020年10月14日発売）
- LiSA「炎」期間生産限定盤（CD+DVD） - SACRA MUSIC（2020年10月14日発売）
- LiSA「紅蓮華/炎」完全生産限定盤（アナログレコード（LP）） - SACRA MUSIC（2021年3月13日発売）

### 書籍
| タイトル                                           | 発売日         | 出版社 | ISBN              |
| -------------------------------------------------- | -------------- | ------ | ----------------- |
| 劇場版 鬼滅の刃 無限列車編 ノベライズ              | 2020年10月16日 | 集英社 | 978-4-08-703503-2 |
| 劇場版 鬼滅の刃 無限列車編 ノベライズ みらい文庫版 | 2020年10月16日 | 集英社 | 978-4-08-321603-9 |

### 前売券
- 全国共通前売券（2020年8月7日発売）
  - ムビチケカード型前売券・デジタル映画前売券・ムビチケコンビニ券の三種類が発売された。
  - ムビチケコンビニ券はローソン・ミニストップ・セブンイレブン・ファミリーマートで発売。
- Loppi限定チケットクリアファイル引換券付ムビチケコンビニ券（2020年9月15日発売）
- Loppi限定アクリルスタンドプレート引換券付ムビチケコンビニ券（2020年9月15日発売）
- Loppi限定B2タペストリー引換券付ムビチケコンビニ券（2020年9月15日発売）
  - Loppi限定のムビチケコンビニ券はローソン・ミニストップで発売。

### 入場者特典（非売品）
- 「吾峠呼世晴先生イラスト特製ぬり絵」
  - 2020年10月16日から250万人に配布。
- 「煉󠄁獄零巻」
  - 2020年10月16日から450万人に配布。
- 追加特典第1弾「ufotable描き下ろしA5イラストカード 壱」
  - 2020年11月14日から150万人に配布。
- 追加特典第2弾「ufotable描き下ろしA5イラストカード 弐」
  - 2020年11月28日から100万人に配布。
- 追加特典第3弾「来場御礼スペシャルブック」
  - 2020年12月12日から75万人に配布。
- 追加特典第4弾「キャラクターデザイン：松島晃描き下ろしメモリアルボード」
  - 2020年12月26日から通常版・IMAXの観客を対象として75万人に配布。
- 「無限列車切符風アクリルキーホルダー」
  - 2020年12月26日からMX4D・4DXの観客を対象として30万人に配布。
- 追加特典第5弾「LINEスタンプ風シール」
  - 2021年3月27日から4月2日までの1週間限定で100万人に配布。
  - 実際に配布されたのは23万人分。
- 追加特典第6弾「ufotable描き下ろしA6イラストカード2枚セット」
  - 2021年4月3日から100万人に配布。
- 「煉獄杏寿郎誕生日記念入場者プレゼント ufotable描き下ろしA5バースデーカード」
  - 2021年7月22日から配布。
  - 元々は、煉獄杏寿郎の誕生日である2021年5月10日から配布予定だったが、新型コロナウイルス感染症の流行に伴う3回目の緊急事態宣言の解除予定日が複数回延期[注 34]したことを受けて、当入場者特典の配布が延期していた。

### 劇場物販
| 劇場物販の商品一覧 | 劇場物販の商品一覧                                  | 劇場物販の商品一覧 |
|                    | 商品名                                              | バージョン         |
| ------------------ | --------------------------------------------------- | ------------------ |
| 第1弾              | パンフレット                                        | 豪華版/通常版      |
| 第1弾              | ランダム缶バッジ                                    | 全6種              |
| 第1弾              | アクリルマスコット                                  | 全6種              |
| 第1弾              | アクリルキーホルダー                                | 全6種              |
| 第1弾              | シール                                              | A/B                |
| 第1弾              | 下敷き                                              | 全3種              |
| 第1弾              | クリアファイル                                      | 全3種              |
| 第1弾              | 付箋セット                                          |                    |
| 第1弾              | ぽてっとますこっと ぬいぐるみ                       | 全6種              |
| 第1弾              | 缶バッジ&アクリルキーホルダーセット 煉󠄁獄杏寿郎      |                    |
| 第1弾              | 魘夢のお眠り手袋                                    |                    |
| 第1弾              | 煉󠄁獄杏寿郎の羽織りタオル                            |                    |
| 第1弾              | ハンドタオル                                        |                    |
| 第1弾              | バッグチャーム                                      | 全5種              |
| 第1弾              | チャーム付きフィギュア 煉󠄁獄杏寿郎                   |                    |
| 第1弾              | 「誰も死なせない」煉󠄁獄ビックアクリルスタンド        |                    |
| 第1弾              | 「美味イ！」レトロ看板風チャーム                    |                    |
| 第1弾              | 「美味イ！」レトロ看板ランチョンマット              |                    |
| 第1弾              | 無限列車ステッカー                                  |                    |
| 第1弾              | スクエア缶バッジセット                              | A/B/C/D            |
| 第1弾              | 夢の中へ アイマスク                                 | 全2種              |
| 第1弾              | みにきゃらランダムアクリルチャーム                  | 後に第二弾が発売   |
| 第1弾              | みにきゃら A4クリアファイル                         | 後に第二弾が発売   |
| 第1弾              | みにきゃら小物入れ巾着                              | 後に第二弾が発売   |
| 第1弾              | みにきゃら集合シール                                | 後に第二弾が発売   |
| 第1弾              | みにきゃら ぎゅぎゅっとフレークシール               | 後に第二弾が発売   |
| 第1弾              | 付箋メモ                                            | 後に第二弾が発売   |
| 第2弾              | アクリルマスコット 猗窩座                           |                    |
| 第2弾              | アクリルキーホルダー 猗窩座                         |                    |
| 第2弾              | 場面写ポストカードセット                            |                    |
| 第2弾              | ポストカードセット                                  |                    |
| 第2弾              | ダブルポケットクリアファイル                        |                    |
| 第2弾              | 煉󠄁獄杏寿郎のボイスラバーチャーム                    |                    |
| 第2弾              | ぽてっとますこっと ぬいぐるみ 猗窩座                |                    |
| 第2弾              | ヘッドマーク風 ランダムピンバッジ                   | 全8種              |
| 第2弾              | リングノート                                        |                    |
| 第2弾              | ポーチ                                              |                    |
| 第2弾              | リバーシブルトートバッグ                            |                    |
| 第2弾              | 日輪刀メタルチャーム                                | 全2種              |
| 第2弾              | 光る小人キーホルダー                                |                    |
| 第2弾              | フェイスポーチ                                      | 全3種              |
| 第2弾              | 無限列車チョロQ                                     |                    |
| 第2弾              | 「心を燃やせ」マグカップ                            |                    |
| 第2弾              | 破壊殺・羅針 コンパクトミラー                       |                    |
| 第2弾              | 劇場公開記念描き下ろしイラスト アクリルスタンド     | 全7種              |
| 第2弾              | 劇場公開記念描き下ろしイラスト A4クリアファイル     |                    |
| 第2弾              | 無限列車切符 パスケース                             |                    |
| 第2弾              | 劇場版「鬼滅の刃」無限列車編 原画ポストカードセット | A/B/C              |
| 第2弾              | 第三弾キービジュアルアクリルボード                  |                    |
| 第2弾              | 破壊殺・羅針 ラバーコースター                       |                    |
| 第3弾              | 最終上映記念ufotable劇場物販図録セット              |                    |
| 第3弾              | 全カットポスター                                    | 全7種              |
| 第3弾              | 煉獄杏寿郎 原画コレクションスクエアランダム缶バッジ |                    |
| 第3弾              | 台本表紙クリアファイル                              | 全2種              |
| 第3弾              | 雑誌イラストシリーズレイヤードクリアファイルセット  | 全6種              |

- 第1弾は2020年10月16日（公開初日）から、第2弾は2020年10月30日から、第3弾は2021年7月22日から販売が開始された。
- 公開当初はメインキャラである猗窩座の登場を公に告知していなかった為、公開初日（2020年10月16日）から発売されている第1弾の商品には猗窩座が描かれていない。
- 発売された劇場物販商品の一覧は『最終上映記念ufotable劇場物販図録セット』に掲載されている。

## その他
- 公開当初、本作のメインキャラクターの一人である猗窩座が本作に登場することは、公式から明らかにされていなかった。
  - 猗窩座の存在が公表されたのは、公開から10日目となる2020年10月25日に配信されたWeb番組『鬼滅テレビ 無限列車編 公開記念スペシャル』においてである[235]。
  - 猗窩座の存在が伏せられていた為、公開当初の劇場物販商品には猗窩座が登場していない。
- 2020年10月25日に放送された『真相報道バンキシャ！』で、ナレーションを務める大塚芳忠が鱗滝左近次役であることに触れつつ、「とにかくその必死さがいじらしくて、いとおしくて、見る人の胸を打つ」「そういう風にいじらしさとか、いとおしさで深く感銘を受けるというのは他の作品とは少し違うのかな」と分析した[236]。
- 本作の連続週間1位記録は『銀魂 THE FINAL』（初週）が週間1位を記録したことにより連続12週で記録が止まったが、同作の初週の入場特典は銀魂の原作者（空知英秋）による鬼滅の刃のキャラクターの描き下ろしイラストであった[237][238][239]。
- 映像ソフトの発売前だった2021年4月27日に北米のPlayStation Networkで本作が配信されているのが確認された[240]。配信開始後数時間で該当ページが削除されたことから、この配信はミスによるものだと考えられている。この出来事は、北米で本作が上映開始されて1週間経たない時期に発生した為、海外での興行成績に対する影響を心配する声も見られた。
- 2021年6月8日（日本時間）に行われたApple主催のイベントWWDC 2021において発表された映像中に、Apple TVで配信された本作のサムネイルが映っている。